# Heilige-Familiekerk (Istres)
De Heilige-Familiekerk (Frans: Église de la Sainte-Famille) is een 21e-eeuwse katholieke kerk in de Franse stad Istres.
De kerk is gelegen net buiten het historische stadscentrum van Istres. Door de grote bevolkingsgroei was er eind 20e eeuw nood aan een bijkomende parochiekerk. De kerk werd gebouwd tussen 2001 en 2004.
Opvallend is de grote koepel die dienst doet als schip. Deze bestaat uit natuursteen en is aan de buitenzijde bekleed met koper. De koepel is 19 m hoog, 26 m breed en 18 m lang. Aan de binnenzijde rust de koepel op vier 10 m hoge pilaren van gewapend beton waarvan de kapitelen versierd zijn met beelden van de vier evangelisten. De toegangspoort en het timpaan zijn ontworpen door de jezuïet Marko Rupnik. De kerk heeft niet enkel een doopvont voor kinderen maar ook een bassin voor het doopsel van volwassenen.